# CP-Roleo
CP-Roleo is een Frans historisch merk van motorfietsen.
De bedrijfsnaam was: Ets. Rollet, Paris.
CP-Roleo werd bekend om zijn plaatframes, waarin ook de benzine- en olietank waren opgenomen. Overigens werden er ook driehoekige buisframes gebruikt. De productie van motorfietsen begon in 1925 en eindigde in 1932.
Er werden inbouwmotoren (zowel kop- als zijkleppers) van 247- tot 498 cc van JAP, Voisin, LMC en Chaise toegepast